# Superammasso dell'Aquario (SCl 205)
Il Superammasso dell'Aquario (SCl 205) è un superammasso di galassie situato nella costellazione dell'Acquario alla distanza di 237 milioni di parsec dalla Terra (circa 770 milioni di anni luce).
È citato in alcuni cataloghi Superammasso dell'Aquario A, come il Superammasso dell'Aquario A o SCl 210, che è più distante.
È formato dagli ammassi di galassie Abell 2456, Abell 2459, Abell 2462, Abell 2480, Abell 2492, Abell 2500, Abell 2502, Abell 2523, Abell 2528, Abell 2538, Abell 2539, Abell 2541, Abell 2556, Abell 2566, Abell 2596, Abell 2599, Abell 2600, Abell 2605 e Abell 3985.